# Archiatra
L'archiatra (o archiatro, dal tardo latino archiatrus o archiater, dal greco antico ἀρχίατρος archìatros, composto dalla particella ἀρχ- arch- che designa il capo e ἰατρὸς "medico") è il medico principale o protomedico; termine di corte, è ancora in uso per indicare il medico personale del Papa, l'archiatra pontificio.

## Storia
Nel periodo classico era il medico personale di un sovrano. Archiatro palatino era il titolo ufficiale del medico personale dell'imperatore.
Gli archiatri popolari, nell'antica Roma e nel mondo occidentale, erano una specie di medici condotti che curavano la gente del popolo gratuitamente.

## Archiatra pontificio
L'archiatra pontificio è il medico personale del Papa e, salvo scelte speciali di questo, svolge il suo mandato per la durata contrattuale di cinque anni.
Spesso di provenienza ospedaliera e chirurgica, piuttosto che accademica, in passato viene chiamato anche medico segreto. Un certo numero di archiatri pontifici sono stati anche saggisti o innovatori di rilievo nella conoscenza e nella pratica medica. La prestigiosa carica di archiatra pontificio non era preclusa agli ebrei, che infatti ne ebbero diversi rappresentanti.